# Kai Kang
Kai Kang (7 d'agost de 1977) és un esportista xinès que va competir en judo, guanyador d'una medalla de bronze al Campionat Asiàtic de Judo de 1997 en la categoria de –65 kg.

## Palmarès internacional
| Campionat Asiàtic | Campionat Asiàtic   | Campionat Asiàtic | Campionat Asiàtic |
| Any               | Lloc                | Medalla           | Categoria         |
| ----------------- | ------------------- | ----------------- | ----------------- |
| 1997              | Manila ( Filipines) | 3                 | –65 kg            |